# Pharo
Pharo je open source implementace objektově orientovaného programovacího jazyka a prostředí Smalltalk. Pharo nabízí funkcionalitu „živého“ (live) programování, které programátorovi umožňuje za běhu manipulovat objekty, provádět update prostředí na novou verzi a také dynamickou rekompilaci kódu. „Živé“ programovací prostředí je jádrem systému a nedílnou součástí filosofie Smalltalku. Libovolný prvek prostředí je možné upravit přímo z prostředí samotného, včetně trvalé změny zdrojových kódů.
Podobně jako ostatní Smalltalk systémy, i Pharo pracuje s konceptem takzvané image - obrazu paměti, který se ukládá při vypnutí prostředí a zase načítá při jeho zapnutí. Jednotlivé programátorské úpravy tak zůstávají zachovány a vytváří kontinuální systém. Zdrojové kódy jsou uchovávany v rámci image jako skupina propojených objektů programovacího jazyka. Pharo však umí zdrojové kódy také importovat pomocí interního správce balíčků, či pomocí importu kódu ze Smalltalkovských repozitářů formátu Metacello, či v novějších verzích komponentou Iceberg i z (a do) klasických Git repozitářů.
Pharo vychází z opensource Smalltalk implementace Squeak, na rozdíl od něj se ale snaží cílit spíš na vážnější použití. Komunita je také aktivnější co do vývoje novějších verzí a publikování knih a návodů.